# 費爾黑文 (紐約州)
費爾黑文（英語：Fair Haven）是位於美國紐約州卡尤加縣的村。

## 人口
根據2020年美國人口普查的數據，費爾黑文的面積為7.60平方千米，當中陸地面積為4.56平方千米，而水域面積為3.04平方千米。當地共有人口760人，而人口密度為每平方千米100人。